# گیم‌رنکینگز
گیم‌رنکینگز (به انگلیسی: GameRankings) وبگاهی بود که انتقادات، تجدیدنظرات و نمرات وبگاه‌های دیگر در ارتباط با بازی‌های ویدئویی را نگهداری و با ترکیب آن‌ها یک رتبه و درجهٔ میانگین به هر بازی اختصاص می‌داد.
شرکت سی‌بی‌اس اینتراکتیو مالک وبگاه گیم‌رنکینگز بود. وبگاه‌های مشابه آن شامل آی‌جی‌ان، متاکریتیک و موبی‌گیمز هستند. این وبگاه از تاریخ ۹ دسامبر ۲۰۱۹، به متاکریتیک تغییر مسیر یافت.

## قوانین دربرگیرنده وبگاه‌ها
در گیم‌رنکینگز قوانین خاصی برای تعیین اینکه کدام وبگاه‌ها صلاحیت جمع شدن در میانگین نمرات را دارند، وجود داشت. از قسمت راهنمای وبگاه گیم‌رنکینگز می‌توان به این قوانین اشاره کرد:
- وبگاه‌ها باید حداقل ۳۰۰ نقد در بایگانی وبگاه‌های چندمنظوره/چند دستگاه، یا ۱۰۰ نقد در وبگاه‌های تک منظوره/تک دستگاه داشته باشند.
- وبگاه‌ها باید حداقل ۱۵ نقد در ماه داشته باشند.
- وبگاه‌ها باید ظاهری زیبا و حرفه‌ای داشته باشند.
- وبگاه‌ها باید عنوان‌های مختلفی را نقد کرده باشند.
- وبگاه‌ها باید دامنه اختصاصی و میزبانی وب حرفه‌ای داشته باشند.
- نقد وبگاه باید خوانا و به خوبی نوشته شده باشد.
- وبگاه‌ها باید راه و روشی مناسب با کار خود داشته باشند.[۱]

اگرچه برخی وبگاه‌ها با اینکه این قوانین را رعایت می‌کنند، نمرات آن‌ها شامل میانگین نمی‌شود، مانند وبگاه‌های غیر انگلیسی زبان.
برخی از وبگاه‌هایی که نمرات آن‌ها محاسبه می‌شدند عبارتند از:
- آی‌جی‌ان
- گیم‌اسپات
- گیم‌زون
- گیم اینفورمر
- وان‌آپ

## ۱۰ بازی برتر
بازی‌های لیست زیر بالاترین امتیازه میانگین را تا پایان نوامبر سال ۲۰۱۸، در وبگاه‌های اصلی به خود اختصاص می‌دادند:
| رتبه | بازی‌ها                      | تاریخ انتشار | کنسول‌ها       | امتیاز |
| ---- | --------------------------- | ------------ | ------------- | ------ |
| ۱    | سوپر ماریو گالاکسی          | ۲۰۰۷         | نینتندو وی    | ۹۷٫۶۴٪ |
| ۲    | افسانه زلدا: اوکارینای زمان | ۱۹۹۸         | نینتندو ۶۴    | ۹۷٫۵۴٪ |
| ۳    | سوپر ماریو ادیسه            | ۲۰۱۷         | نینتندو سوئیچ | ۹۷٫۴۲٪ |
| ۴    | سوپر ماریو گالاکسی ۲        | ۲۰۱۰         | نینتندو وی    | ۹۷٫۳۵٪ |
| ۵    | افسانه زلدا: نفس وحش        | ۲۰۱۷         | نینتندو سوئیچ | ۹۷٫۳۳٪ |
| ۶    | اتومبیل‌دزدی بزرگ ۴          | ۲۰۰۸         | پلی‌استیشن ۳   | ۹۷٫۰۴٪ |
| ۷    | اتومبیل‌دزدی بزرگ ۵          | ۲۰۱۳         | پلی‌استیشن ۳   | ۹۷٫۰۱٪ |
| ۸    | اتومبیل‌دزدی بزرگ ۴          | ۲۰۰۸         | اکس‌باکس ۳۶۰   | ۹۶٫۶۷٪ |
| ۹    | سول کالیبر                  | ۱۹۹۹         | دریم‌کست       | ۹۶٫۵۶٪ |
| ۱۰   | رد دد ریدمپشن ۲             | ۲۰۱۸         | پلی‌استیشن ۴   | ۹۶٫۴۵٪ |